# فورت هال، آیداهو
فورت هال (به انگلیسی: Fort Hall) یک منطقهٔ مسکونی در ایالات متحده آمریکا است که در آیداهو واقع شده‌است. فورت هال ۹۱٫۱ کیلومتر مربع مساحت و ۳٬۲۰۱ نفر جمعیت دارد و ۱٬۳۵۴ متر بالاتر از سطح دریا واقع شده‌است.